# David Brownlow
David Brownlow ist ein Toningenieur.

## Leben und Karriere
Brownlow ist seit Ende der 1970er Jahre beim Film tätig. Er arbeitete an großen Kinoproduktionen, Dokumentarfilmen, Fernsehproduktionen, Nachrichtensendungen und Werbespots.
Bei den Emmy Awards 1995 wurde er gemeinsam mit Patrick Cyccone, Edward Suski und James G. Williams für seine Arbeit am Film Buffalo Girls mit dem Emmy in der Kategorie Outstanding Sound Mixing for a Drama Miniseries or a Special ausgezeichnet.
Bei der Oscarverleihung 2014 wurden Brownlow und seine Kollegen Andy Koyama und Beau Borders für ihre Arbeit an Lone Survivor in der Kategorie Bester Ton nominiert.
Er lebt mit seiner Frau Nancy Brown in Santa Fe, New Mexico.

## Filmografie (Auswahl)
- 1979: Scoring
- 1981: Samstag, der 14. (Saturday the 14th)
- 1982: Black City Tiger (Penitentiary II)
- 1982: Koyaanisqatsi (Dokumentarfilm)
- 1982: The Retrievers – Zum Töten abgerichtet (The Retrievers)
- 1983: Valley Girl
- 1983: The Jupiter Menace (Dokumentarfilm)
- 1984: Action Impossible II
- 1984: Hardbodies
- 1985: Stand Alone
- 1985: Static
- 1985: Einmal beißen bitte (Once Bitten)
- 1986: Auf kurze Distanz (At Close Range)
- 1986: Das Messer am Ufer (River's Edge)
- 1986: Freiwurf (Hoosiers)
- 1987: Nachtschwärmer (The Allnighter)
- 1987: Made in USA (Made in U.S.A.)
- 1987: Hoxsey: How Healing Becomes a Crime (Dokumentarfilm)
- 1988: Gar kein Sex mehr? (Casual Sex?)
- 1988: Der tödliche Feind (Deadly Intruder)
- 1988: Rented Lips
- 1988: Acht Mann und ein Skandal (Eight Men Out)
- 1988: FBI Academy (Feds)
- 1989: Das bucklige Schlitzohr (Big Man on Campus)
- 1989: Martians Go Home – Die ausgeflippten Außerirdischen (Martians Go Home)
- 1989: Stepfather II
- 1990: Internal Affairs – Trau’ ihm, er ist ein Cop (Internal Affairs)
- 1990: After Dark, My Sweet
- 1991: The Five Heartbeats
- 1991: Canyon Cop (The Dark Wind)
- 1992: Kuffs – Ein Kerl zum Schießen (Kuffs)
- 1992: Jack Ruby – Im Netz der Mafia (Ruby)
- 1992: Baraka (Dokumentarfilm)
- 1992: Von Mäusen und Menschen (Of Mice and Men)
- 1992: Marilyn Alive and Behind Bars
- 1993: Gilbert Grape – Irgendwo in Iowa (What's Eating Gilbert Grape)
- 1993: Nightmare Lover (Dream Lover)
- 1994: Sleep with Me – Liebe zu dritt (Sleep with Me)
- 1995: Buffalo Girls (Fernsehfilm)
- 1995: East Meets West
- 1997: Letztes Gefecht am Saber River (Last Stand at Saber River; Fernsehfilm)
- 1997: Eine Leidenschaft in der Wüste (Passion in the Desert)
- 2000: Dex, der Frauenheld (The Tao of Steve)
- 2003: Off the Map
- 2003: Winter Break
- 2003: Coyote Waits (Fernsehfilm)
- 2004: A Thief of Time (Fernsehfilm)
- 2004: Spurensuche – Umwege zur Wahrheit (Around the Bend)
- 2005: Three Wise Guys (Fernsehfilm)
- 2006: Dreamland
- 2006: In from the Night (Fernsehfilm)
- 2006: First Snow
- 2006: Seraphim Falls
- 2007: Tortilla Heaven
- 2007: Im Tal von Elah (In the Valley of Elah)
- 2008: Hamlet 2
- 2008: The Burrowers
- 2008: Sex & Lies in Sin City (Sex and Lies in Sin City: The Ted Binion Scandal; Fernsehfilm)
- 2008: The Spirit
- 2009: Saint John of Las Vegas
- 2009: Georgia O’Keeffe (Fernsehfilm)
- 2010: The Book of Eli
- 2010: Love Ranch
- 2010: Let Me In
- 2010: Night and Day (Fernsehfilm)
- 2010: Sky Island (Dokumentarfilm)
- 2011: Thor
- 2011: Cowboys & Aliens
- 2011: A Bird of the Air
- 2012: Marvel’s The Avengers (The Avengers)
- 2013: The Last Stand
- 2013: As Cool as I Am
- 2013: 2 Guns
- 2013: Lone Survivor
- 2014: A Million Ways to Die in the West
- 2015: Ted 2
- 2016: Independence Day: Wiederkehr (Independence Day: Resurgence)